# Robert Zepf
Robert Zepf (* 28. Mai 1968 in Stuttgart-Degerloch) ist ein deutscher Bibliothekar. Zepf ist Präsident der internationalen Arbeitsgemeinschaft Bibliotheca Baltica.

## Leben
Robert Zepf besuchte das altsprachlich-humanistische Karls-Gymnasium in Stuttgart. Nach dem Abitur studierte er an der Ruprecht-Karls-Universität in Heidelberg Geschichte, Anglistik und Erziehungswissenschaft. 1990/1991 erwarb er am St. Antony’s College Oxford einen Abschluss als Master of Studies (M. St.) in Neuerer britischer Geschichte.
Das Bibliotheksreferendariat, das er von 1999 bis 2001 an der Staatsbibliothek zu Berlin mit einer Wahlstation in der Deutschen Nationalbibliothek in Frankfurt am Main und Leipzig und an der Fachhochschule Köln absolvierte, schloss er mit Laufbahnprüfung für den höheren Bibliotheksdienst ab. Von 2003 bis 2010 leitete er den wissenschaftlichen Dienst an der Staatsbibliothek zu Berlin. 2010 wurde er Direktor der Universitätsbibliothek Rostock. Am 1. September 2019 übernahm er die Leitung der Staats- und Universitätsbibliothek Hamburg. Seine Nachfolgerin in Rostock wurde Antje Theise.

## Veröffentlichungen (Auswahl)
- Karl Hagen. In: Frank Engehausen, Armin Kohnle (Hrsg.), Gelehrte in der Revolution. Heidelberger Abgeordnete in der deutschen Nationalversammlung 1848/49, Verlag Regionalkultur, Ubstadt-Weiher 1998, S. 155–182.
- Karl Hagen (1810–1868). Historiker und Politiker. In: Fränkische Lebensbilder Bd. 17, Würzburg 1998, S. 185–207.
- Mit dem Resultat einer Seifenblase? Der Auszug der Heidelberger Studenten nach Neustadt an der Weinstraße im Juli 1848. In: Heidelberger Geschichtsverein (Hrsg.), Jahrbuch zur Geschichte der Stadt 3, 1998, S. 65–106.
- Fructus Uberrimi: Die Theologiestudenten von Collegium Sapientiae und Universität Heidelberg 1560–1622. In: Armin Kohnle, Frank Engehausen (Hrsg.), Zwischen Wissenschaft und Politik. Studien zur deutschen Universitätsgeschichte. Festschrift für Eike Wolgast zum 65. Geburtstag, Frank Steiner Verlag, Stuttgart 2001, S. 441–454.